# Jennifer Doudna
Jennifer Anne Doudna (født 19. februar 1964) er en amerikansk biokemiker, der er kendt for sit pionérarbejde med CRISPR-genmodificering. Hun er en Li Ka Shing Chancellor Chair Professor på Department of Chemistry and the Department of Molecular and Cell Biology ved University of California, Berkeley.
Doudna har bidraget med grundlæggende viden inden for biokemi og genetik, og hun har modtaget en række prestigefyldte priser og medlemskaber i videnskabsakademier, inklusive nobelprisen i kemi i 2020, 2000 Alan T. Waterman Award for hende forskning i et ribozym struktur baseret på røntgenkrystallografi, og 2015 Breakthrough Prize in Life Sciences for CRISPR-Cas9 genommodificeringsteknologien (med Emmanuelle Charpentier). Hun har modtaget Gruber Prize in Genetics (2015), Canada Gairdner International Award (2016), og Japan Prize (2017). I 2020 modtog Doudna nobelprisen i kemi sammen med Emmanuelle Charpentier "for udviklingen af metoder til genmodificering".